# Kozárovice (ort i Mělník)
Kozárovice är en ort i Tjeckien.   Den ligger i regionen Mellersta Böhmen, i den centrala delen av landet, 25 km norr om huvudstaden Prag. Kozárovice ligger 163 meter över havet och antalet invånare är 332.
Terrängen runt Kozárovice är platt.Runt Kozárovice är det ganska tätbefolkat, med 179 invånare per kvadratkilometer. Närmaste större samhälle är Mělník, 5,4 km nordost om Kozárovice. Trakten runt Kozárovice består till största delen av jordbruksmark.